# Ruhwaldpark

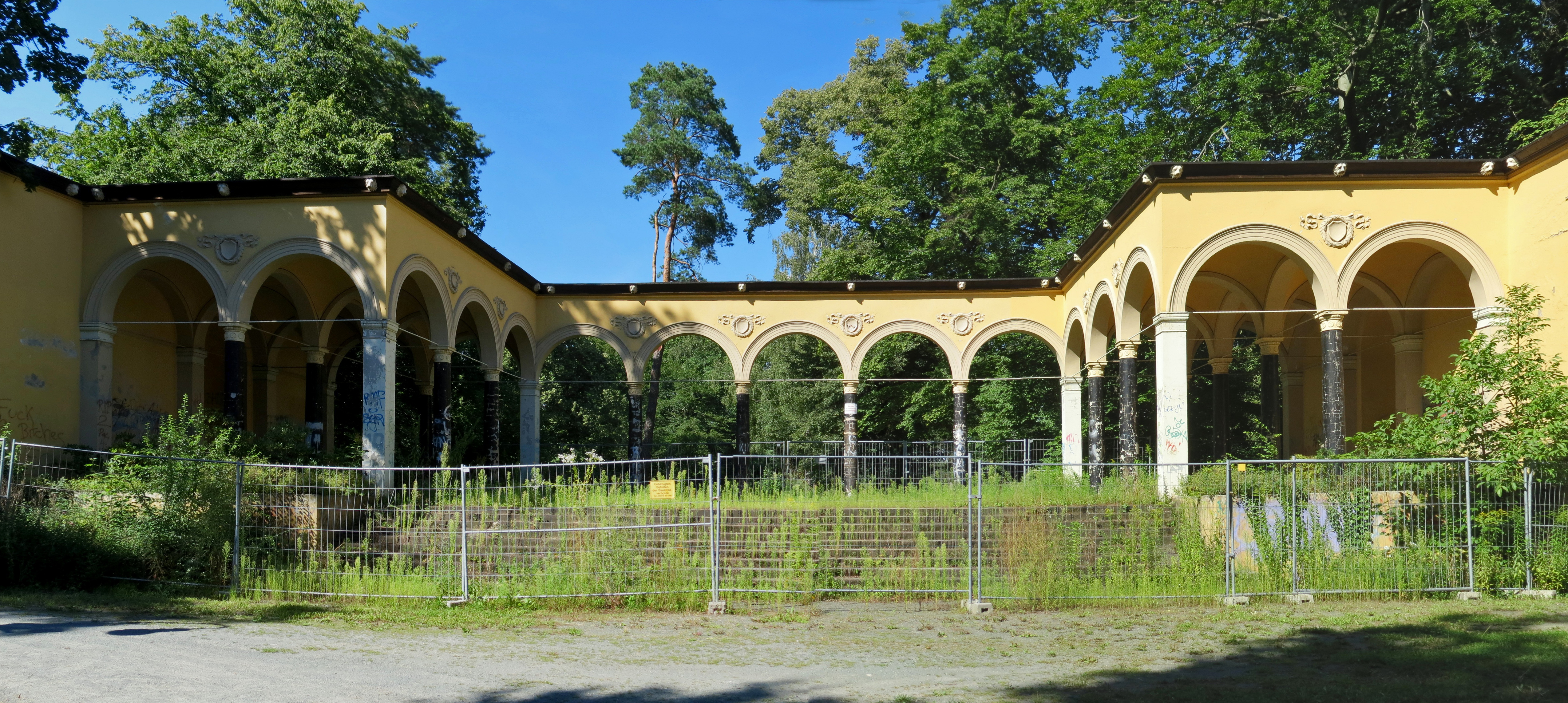
Arkadengang

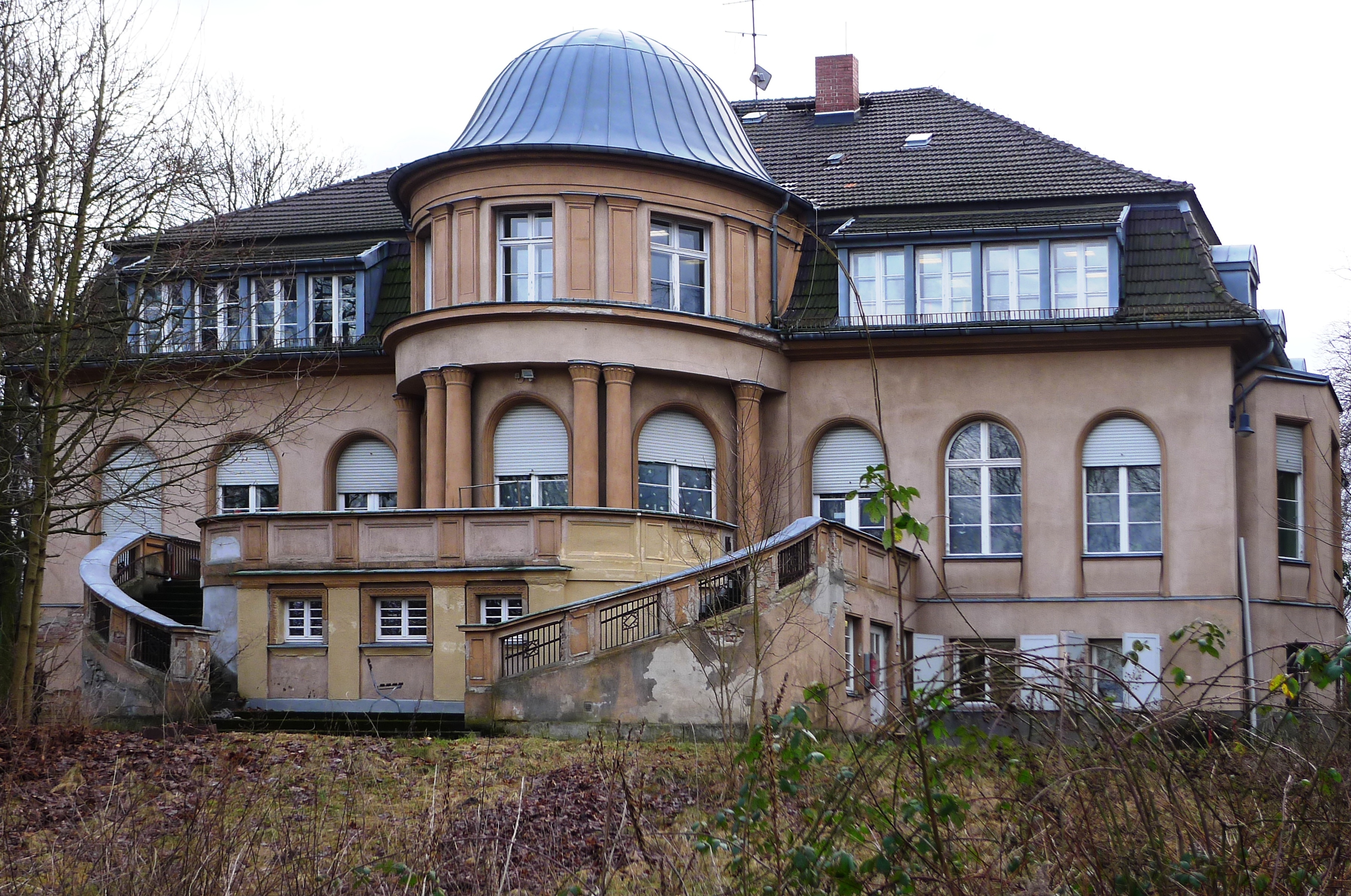
Ehemalige Villa Rheinberg

Der Ruhwaldpark (auch Park Ruhwald genannt) liegt im Berliner Ortsteil Westend im Straßenkarree Ruhwaldweg, Spreetalallee, Spandauer Damm und Nelkenweg.

## Geschichte
Der Park liegt auf dem Gelände des ehemaligen Spandauer Bergs, der als Grundmoräne einer Hochfläche des Teltow zugerechnet wird. Die Fläche steigt in Richtung Süden stark an und liegt an seinem höchsten Punkt rund 30 Meter oberhalb der Spree. Der Kommerzienrat und Zeitschriftenverleger Ludwig von Schaeffer-Voit erwarb in den 1860er Jahren auf dem Gelände des heutigen Parks eine rund 5,8 Hektar große Fläche. In seinem Auftrag errichtete darauf der deutsche Architekt Carl Schwatlo in den Jahren 1867 und 1868 eine klassizistische Villa, das Schloss Ruhwald. Er platzierte die Villa unmittelbar an die Hangkante und ermöglichte damit denen von Schaeffer-Voit einen weit reichenden Ausblick über die Spree, die Havel bis hinauf zum Tegeler See. Sein Obergärtner Duckstein legte auf dem ummauerten Gelände einen Landschaftspark mit einem Buchenwald sowie mit nordamerikanischen Nadelbäumen an. Am westlichen Rand des Parks errichtete Duckstein aus Felsbrocken ein künstliches Gebirge und ließ einen Engel darauf platzieren. Er sollte an den Sohn Schaeffers erinnern, der an der Cholera verstorben war und hier beerdigt werden sollte. Diese Pläne verwirklichte Schaeffer-Voit jedoch nicht, sondern verkaufte das Anwesen nach einem Nachbarschaftsstreit bereits 1872 an den Unternehmer Johann Hoff. Ein Jahr später erbaute dieser unter der Leitung des Baumeisters Prater das Kavaliershaus mit einem Arkadengang. Die Fläche westlich dieses Geländes erwarb 1884 der bayrische Bierbrauer Conrad Bechmann, der am Spandauer Berg bereits seit 1840 einen Ausschank, den Spandauer Bock, betrieb und seit 1854 auch die an das neu erworbene Gelände angrenzende Spandauer Berg-Brauerei. Unter der Leitung des Architekten Alfred Schrobsdorff baute Bechmann – ebenfalls auf der Hangkante – in den Jahren 1892 und 1893 eine Villa im Stil der Renaissance. In der ebenfalls angelegten Parkanlage errichtete Leberecht Schmidt im Jahr 1924 für Ida Rheinberg eine Villa, die gegenwärtig als Kindertagesstätte genutzt wird. Der Park wechselte in den darauf folgenden Jahrzehnten mehrfach den Besitzer und ging im Jahr 1924, andere Quellen sprechen vom Jahr 1925, in das Eigentum der Stadt über. Die Stadt kaufte 1936 auch das angrenzende Grundstück des Bierbrauers. Auf der nun zwölf Hektar großen Fläche ließ der Berliner Gartendirektor Josef Pertl auf Drängen der Nationalsozialisten das Schloss Ruhwald sowie die Villa Bechmann in den Jahren 1936 bis 1942 mit Hilfe von polnischen und jüdischen Zwangsarbeitern abreißen und den Volkspark Ruhwald mit einem Teich an dessen tiefster Stelle anlegen. Nach dem Ende des Zweiten Weltkriegs riss die Stadt auch das beschädigte Kavalierhaus ab. 1987 wurde der Park unter Denkmalschutz gestellt.

## Bauwerke und Naturdenkmale
Erhalten von den ursprünglichen Baulichkeiten sind neben der als Kindertagesstätte genutzten Villa Rheinberg die Freitreppe mit den Arkaden und zwei Büsten von Karl Cauer. Sie zeigen den Kommerzienrat und seine Frau Margarethe. Der ursprüngliche Ausblick auf Havel und Spree ist durch den inzwischen höher gewachsenen Baumbestand verlorengegangen. Hinter der Säulenhalle befindet sich eine Plastik des Bildhauers Ernst Otto-Eichwald mit dem Titel Pelikanpärchen. Eine Stieleiche sowie eine Blutbuche stehen als Naturdenkmal unter Schutz.